# Ann Wagner

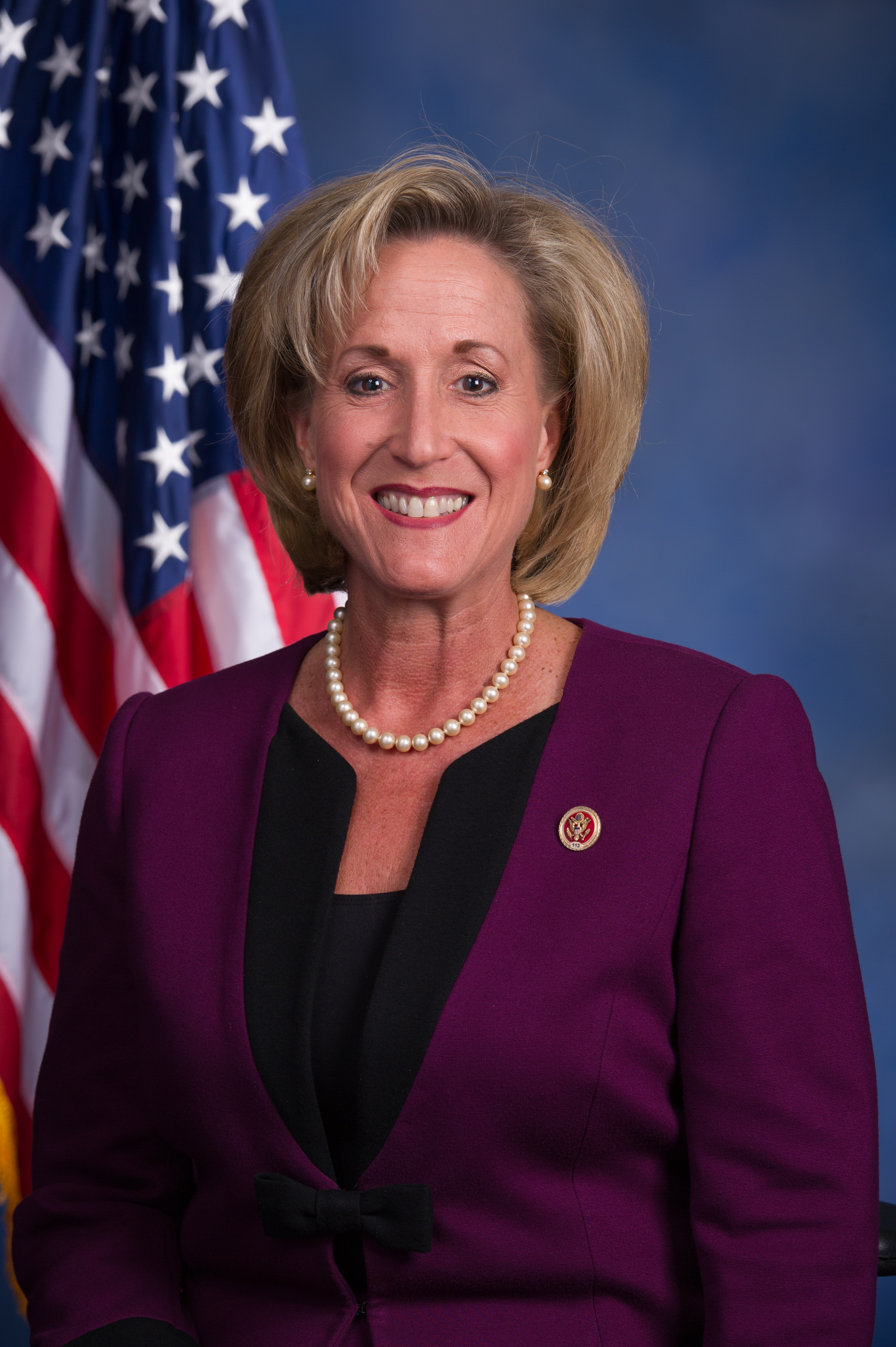
Ann Wagner (2013)

Ann Louise Wagner (* 13. September 1962 in St. Louis, Missouri) ist eine US-amerikanische Politikerin der Republikanischen Partei. Seit 2013 vertritt sie den zweiten Sitz des Bundesstaats Missouri im US-Repräsentantenhaus. Zwischen 2005 und 2009 war sie US-Botschafterin in Luxemburg.

## Werdegang
Ann Wagner besuchte zunächst die Cor Jesu Academy in ihrer Heimatstadt St. Louis und studierte danach an der University of Missouri Betriebswirtschaftslehre und erlangte dort einen Bachelor of Science. Anschließend war sie zeitweise als Geschäftsfrau tätig.
Ann Wagner ist mit Ray Wagner, einem ehemaligen Direktor der Steuerbehörde von Missouri, verheiratet. Das Paar hat drei Kinder.

## Politik
1990 begann sie eine politische Laufbahn als Mitglied der Republikanischen Partei. Im Jahr 1992 war sie in Missouri Leiterin des Komitees zur Wiederwahl von Präsident George Bush. Von 1999 bis 2005 war sie Staatsvorsitzende ihrer Partei. Zwischen 2001 und 2004 war sie auch stellvertretende Bundesvorsitzende („Co-Chair“) der Republikaner. Im Jahr 2004 unterstützte sie den Wahlkampf zur Wiederwahl von Präsident George W. Bush. Dieser ernannte sie im Jahr 2005 als Nachfolgerin von Peter Terpeluk zur 19. US-Botschafterin in Luxemburg. Dieses Amt bekleidete sie bis 2009. Im Jahr 2010 war sie Vorsitzende des Wahlkomitees von Roy Dean Blunt bei dessen erfolgreicher Kandidatur für den US-Senat.
Bei der Wahl zum Repräsentantenhaus der Vereinigten Staaten 2012 wurde Wagner im zweiten Kongresswahlbezirk Missouris mit 60 % der Stimmen in das Repräsentantenhaus in Washington, D.C. gewählt, wo sie am 3. Januar 2013 die Nachfolge des erfolglos für den Senat kandidierenden Todd Akin antrat. Nach bisher sechs Wiederwahlen in den Jahren 2014 bis 2024 kann sie ihr Amt bis heute ausüben. Ihre aktuelle Legislaturperiode im Repräsentantenhaus des 119. Kongresses läuft bis zum 3. Januar 2027.

### Ausschüsse
Wagner ist aktuell Mitglied in folgenden Ausschüssen des Repräsentantenhauses:
- Committee on Financial Services
  - Diversity and Inclusion
  - Investor Protection, Entrepreneurship, and Capital Markets
- Committee on Foreign Affairs Ranking Member
  - Asia, the Pacific, Central Asia, and Nonproliferation
  - Europe, Energy, the Environment, and Cyber Vice Ranking Member